# 한국배구 슈퍼리그
한국배구 슈퍼리그는 V-리그 출범이전 대한민국의 배구 리그였다. 2004 시즌 이후 폐지되었다.

## 역사

### 대통령배 전국남여배구대회 (1984–1994)
과거 대한민국 배구는 1970–80년대에 세계에서도 강팀으로 꼽혔다. 국제대회에서 늘 파이널4에 들 정도의 실력을 보여왔다. 특히 1976년 몬트리올 올림픽에서 여자배구가 구기종목 사상 최초의 메달(동메달)을 수상하면서 그 인기가 하늘을 찔렀다. 남자배구 역시 1978년 세계선수권대회 4강에 들면서 최전성기를 같이 구가했다.
배구에 대한 팬들의 인기에 부응하기 위해 기존의 실업연맹전을 1984시즌부터 대통령배 전국남여배구대회로 세미프로화 하여 겨울스포츠로 정착시키기에 이른다. '배구대제전'이라고도 하며 이때부터 불렸던 애칭이 '백구의 대제전'이었다.
이 당시 남자부는 고려증권, 현대자동차서비스, 금성이 중심이었고 여자부는 미도파, 현대의 라이벌전이 벌어졌다. 특히 여자부 결승전은 잠실실내체육관에 1만 4천여명을 동원할 정도로 최고의 겨울철 인기스포츠로 자리잡았다.

### 한국배구 슈퍼리그 (1994–2003)
1994-95시즌부터 한국배구 슈퍼리그로 개칭했다. 슈퍼리그로 개칭하면서 남자부는 삼성화재가 1997년부터 2005시즌까지 8연패를, 여자부는 호남정유-LG정유가 9연패(1990~99시즌), 현대건설이 5연패(2000~05시즌)를 거뒀다. 이 시기에 한 팀이 독주하는 사태가 일어나자 많은 배구 팬들이 발길을 돌렸다. 또한 때 맞춰 프로농구 KBL이 출범하며 많은 팬을 빼앗기게 된다.

### V-투어 (2004)
지지부진했던 배구리그의 프로화 진행이 2004년에 V-투어(세미프로) 대회로 물꼬를 터고, 2005년에 KOVO가 정식으로 창립되면서 2005년 프로리그인 V-리그가 정식 출범했다.

## 역대 기록 (1984년–2004년)

### 남자부
연도별 우승팀-준우승팀-3위팀
| 연도      | 대회 명칭        | 우승             | 준우승           | 3위              | 신인상            |
| --------- | ---------------- | ---------------- | ---------------- | ---------------- | ----------------- |
| 1984년    | 제1회 대통령배   | 고려증권         | 경기대학교       | 현대자동차서비스 |                   |
| 1985년    | 제2회 대통령배   | 고려증권         | 금성             | 인하대학교       |                   |
| 1986년    | 제3회 대통령배   | 현대자동차서비스 | 한양대학교       | 금성             | 서남원 (서울시청) |
| 1987년[3] | 제4회 대통령배   | 현대자동차서비스 | 금성             | 경기대학교       | 마낙길 (성균관대) |
| 1987년[3] | 제5회 대통령배   | 현대자동차서비스 | 고려증권         | 대한항공         | 하종화 (한양대)   |
| 1988년    | 제6회 대통령배   | 고려증권         | 현대자동차서비스 | 대한항공         | 강성형 (한양대)   |
| 1990년    | 제7회 대통령배   | 고려증권         | 현대자동차서비스 | 금성             | 임도헌 (성균관대) |
| 1991년    | 제8회 대통령배   | 한양대학교       | 금성             | 현대자동차서비스 | 김병선 (성균관대) |
| 1992년    | 제9회 대통령배   | 상무             | 고려증권         |                  | 김세진 (한양대)   |
| 1993년    | 제10회 대통령배  | 고려증권         | 현대자동차서비스 | 성균관대학교     | 신진식 (성균관대) |
| 1994년    | 제11회 대통령배  | 현대자동차서비스 | 고려증권         | 상무             | 이인구 (한양대)   |
| 1995년    | 슈퍼리그         | 현대자동차서비스 | LG화재           | 성균관대학교     | 장병철 (성균관대) |
| 1996년    | 슈퍼리그         | 고려증권         | 현대자동차서비스 | LG화재           | 손석범 (한양대)   |
| 1997년    | 슈퍼리그         | 삼성화재         | 현대자동차서비스 | 고려증권         | 신선호 (성균관대) |
| 1998년    | 슈퍼리그         | 삼성화재         | 현대자동차서비스 | LG화재           | 이경수 (한양대)   |
| 1999년    | 슈퍼리그         | 삼성화재         | 대한항공         | 현대자동차서비스 | 박재한 (경기대)   |
| 2000년    | 슈퍼리그         | 삼성화재         | 현대자동차       | 한양대학교       | 없음              |
| 2001년    | 슈퍼리그         | 삼성화재         | 현대자동차       | 상무             | 곽승철 (성균관대) |
| 2002년[4] | 슈퍼리그         | 삼성화재         | LG화재           | 현대캐피탈       | 강동진 (한양대)   |
| 2003년    | 슈퍼리그         | 삼성화재         | 현대캐피탈       | 대한항공         | 이철규 (성균관대) |
| 2004년    | V-Tour(세미프로) | 삼성화재         | 현대캐피탈       | 대한항공         | 홍정표 (경희대)   |

우승-준우승 횟수

우 승

삼성화재
8회
97, 98, 99, 00, 01, 02, 03, 04

고려증권
6회
84, 85, 88, 90, 93, 96

현대캐피탈
5회
86, 87(4회), 87(5회), 94, 95

한양대학교
1회
91

상무
1회
92

준우승

현대캐피탈
10회
88, 90, 93, 96, 97, 98, 00, 01, 03, 04

LG화재
5회
85, 87(4회), 91, 95, 02

고려증권
3회
87(5회), 92, 94

경기대학교
1회
84

한양대학교
1회
86

대한항공
1회
99

연도별 신인상(3회 대회부터 시상)
연도
대회 명칭
수상자
소속팀
1986년
제3회 대통령배
서남원
서울시청
1987년
제4회 대통령배
마낙길
성균관대학교
제5회 대통령배
하종화
한양대학교
1988년
제6회 대통령배
강성형
한양대학교
1990년
제7회 대통령배
임도헌
성균관대학교
1991년
제8회 대통령배
김병선
성균관대학교
1992년
제9회 대통령배
김세진
한양대학교
1993년
제10회 대통령배
신진식
성균관대학교
1994년
제11회 대통령배
이인구
한양대학교
1995년
슈퍼리그
장병철
성균관대학교
1996년
손석범
한양대학교
1997년
신선호
성균관대학교
1998년
이경수
한양대학교
1999년
박재한
경기대학교
2000년
없음
2001년
곽승철
성균관대학교
2002년[6]
강동진
한양대학교
2003년
이철규
성균관대학교
2004년
V-Tour(세미프로)
홍정표
경희대학교

### 여자부
| 연도   | 대회 명칭        | 우승     | 준우승           | 3위              | 신인상                |
| ------ | ---------------- | -------- | ---------------- | ---------------- | --------------------- |
| 1984년 | 제1회 대통령배   | 미도파   | 현대             | 한일합섬         |                       |
| 1985년 | 제2회 대통령배   | 현대     | 미도파           | 한일합섬         |                       |
| 1986년 | 제3회 대통령배   | 현대     | 미도파           | 한일합섬         | 지경희 (현대)         |
| 1987년 | 제4회 대통령배   | 현대     | 미도파           | 한일합섬         | 김귀순 (한일합섬)     |
| 1987년 | 제5회 대통령배   | 대농     | 한일합섬         | 현대             | 남순옥 (태광산업)     |
| 1988년 | 제6회 대통령배   | 현대     | 호남정유         | 선경인더스트리   | 홍지연 (호남정유)     |
| 1990년 | 제7회 대통령배   | 현대     | 대농             | 선경             | 유연수 (선경)         |
| 1991년 | 제8회 대통령배   | 호남정유 | 현대             | 대농             | 박수정 (호남정유)     |
| 1992년 | 제9회 대통령배   | 호남정유 | 한일합섬         |                  | 박미경 (선경)         |
| 1993년 | 제10회 대통령배  | 호남정유 | 현대             | 한일합섬         | 장소연 (선경)         |
| 1994년 | 제11회 대통령배  | 호남정유 | 한일합섬         | 흥국생명         | 정선혜 (호남정유)     |
| 1995년 | 슈퍼리그         | 호남정유 | 공석             | 현대             | 강혜연 (효성)         |
| 1996년 | 슈퍼리그         | 호남정유 | 한일합섬         | 선경             | 없음                  |
| 1997년 | 슈퍼리그         | LG정유   | 선경             | 한일합섬         | 이명희 (현대)         |
| 1998년 | 슈퍼리그         | LG정유   | SK케미칼         | 흥국생명         | 이윤희 (LG정유)       |
| 1999년 | 슈퍼리그         | LG정유   | 현대건설         | 담배인삼공사     | 김진이 (담배인삼공사) |
| 2000년 | 슈퍼리그         | 현대건설 | LG정유           | 한국도로공사     | 한유미 (현대건설)     |
| 2001년 | 슈퍼리그         | 현대건설 | LG정유           | 한국담배인삼공사 | 없음                  |
| 2002년 | 슈퍼리그         | 현대건설 | 한국담배인삼공사 | LG정유           | 박경낭 (담배인삼공사) |
| 2003년 | 슈퍼리그         | 현대건설 | 한국도로공사     | KT&G             | 한송이 (한국도로공사) |
| 2004년 | V-Tour(세미프로) | 현대건설 | 한국도로공사     | KT&G             | 지정희 (KT&G)         |

우승-준우승 횟수

우 승

현대건설
10회
85, 86, 87(4회), 88, 90, 00, 01, 02, 03, 04

LG정유
9회
91, 92, 93, 94, 95, 96, 97, 98, 99

대농
2회
84, 87(5회)

준우승

대농
4회
85, 86, 87(5회), 90

한일합섬
4회
87(4회), 92, 94, 96

현대건설
4회
84, 91, 93, 99

LG정유
3회
88, 00, 01

SK케미칼
2회
97, 98

한국도로공사
2회
03, 04

KT&G
1회
02

연도별 신인상(3회 대회부터 시상)
연도
대회 명칭
수상자
소속팀
1986년
제3회 대통령배
지경희
현대
1987년
제4회 대통령배
김귀순
한일합섬
제5회 대통령배
남순옥
태광산업
1988년
제6회 대통령배
홍지연
호남정유
1990년
제7회 대통령배
유연수
선경
1991년
제8회 대통령배
박수정
호남정유
1992년
제9회 대통령배
박미경
선경
1993년
제10회 대통령배
장소연
선경
1994년
제11회 대통령배
정선혜
호남정유
1995년
슈퍼리그
강혜연
효성
1996년
없음
1997년
이명희
현대
1998년
이윤희
LG정유
1999년
김진이
담배인삼공사
2000년
한유미
현대건설
2001년
없음
2002년
박경낭
담배인삼공사
2003년
한송이
한국도로공사
2004년
V-Tour(세미프로)
지정희
KT&G

## 해체되어 없는 팀

### 남자부

#### 고려증권 배구단
배구리그 초기부터 참가했던 팀으로 1998년 외환위기 때 모기업의 도산으로 해체했다. 탄생부터 소멸까지 야구의 해태 타이거즈와 유사한 면이 많다. 단, 타이거즈는 새 주인을 찾아 명맥을 잇지만 이 팀은 그러지 못했다.
그다지 좋지 않은 자금력에도 불구하고 진준택 감독을 중심으로 장윤창, 이경석(前 LIG 감독, 現 KOVO 경기감독관), 정의탁, 류중탁(2007-08 시즌 국가대표팀 전임감독, 現 명지대 감독), 홍해천(現 성남 송림고 감독), 이성희(前 KGC인삼공사 감독, 現 안산 원곡고 코치), 박삼용(現 신협상무 감독), 어창선(前 도로공사 감독, 現 KOVO 경기감독관), 이수동 등의 스타플레이어를 바탕으로 현대자동차와 LG화재에 대항할 수 있었던 조직력의 배구팀으로 올드 배구팬의 로망이기도 했다.
1998년 해체 이후 흩어진 멤버들은 각기 다른 팀으로 이적했고, 삼성화재로 이적했던 손재홍(現 기업은행 코치)이 2010-11시즌을 마지막으로 은퇴하면서 고려증권 출신 현역 선수들은 이제 한 명도 남지 않게 되었다.

#### 서울시청 배구단
팀명은 서울시청이지만 실제로는 서울시립대학교 재학생으로 구성된 팀이었다. 세계 청소년대회 우승멤버였던 서남원, 이성희, 박삼용, 어창선 등이 뛰었을 때는 강호들을 위협하기도 했으나 이후로는 실업 무대에 속한 대학 팀의 한계를 넘지 못하고 하위권을 맴돌았다. 체육특기자 제도 개정으로 인해 체육 계열 학과가 없었던 서울시립대는 1999년 입학생을 끝으로 선수 스카웃이 중단되었고, 궁여지책으로 기존 팀으로 가지 못한 선수들(대표적으로 KEPCO 45의 세터 김상기)을 모아 팀을 유지하다가 해체되었다.

#### 대한민국 경찰청 배구단
1995년 창단, 1996년 해체.

### 여자부

#### 미도파-대농 배구단
1968년에 국세청으로 창단하여 1973년에 미도파백화점을 거쳐 미도파백화점의 모기업이었던 대농에서 운영하다 1991년부터 미도파로 회귀했다가 1994년 대농그룹의 경영악화로 효성 배구단에 흡수합병되었다. 1969년 국세청 시절부터 미도파를 거쳐 1980년 대농에 이르기까지 11년동안 184연승이라는 기록을 만들어 내는 등 명문팀으로 군림했다. 1980년대에 현대와 라이벌 관계였고, 미도파 출신 선수들이 국가대표로 많이 뽑히기도 했다. 이 팀 출신으로 가장 유명했던 선수가 1970년대에 조혜정 前 GS칼텍스 감독과 1980년대에 박미희(센터, 現 흥국생명 감독), 이운임(세터, 現 KOVO 경기감독관) 등이었다.

#### 선경-SK케미칼 배구단
1969년부터 1998년까지 있었던 팀으로 해체 전까지 SK케미칼이 운영했다. 팀명은 SK그룹 내 계열사 이름에 맞춰서 바뀌었는데 선경-선경인더스트리-선경-SK케미칼로 변천됐다. IMF 위기 발발 초기에 SK증권 여자농구단과 마찬가지의 이유로 갑작스럽게 해체되어 여농-여배 팬들을 당황하게 했다. 이 팀의 간판선수는 류연수, 김연(농구선수 김훈의 누나), 김지연, 강혜미, 장소연 등이었으며, 감독이었던 후국기 감독(후인정의 아버지) 역시 유명했다. 류화석 감독 시절 호남정유-LG정유의 슈퍼리그 92연승을 저지하고, 1997 시즌 준우승도 기록할만큼 LG정유의 대항마로 떠오를만큼 배구팬들에게 기대가 많았던 팀이었다.

#### 한일합섬 배구단
1973년에 한일그룹에서 창단한 배구팀. 역대 준우승 2위(4회)에 빛나는 팀이다. 그만큼 현대건설과 호남정유-LG정유의 명실상부한 라이벌로 명승부를 많이 제조했지만 두 팀에 밀려 준우승-3위만을 기록했던 팀이다. 하지만 올드팬들에게는 남자부의 고려증권만큼이나 강팀으로 인식되는 팀이다. 1998년 외환위기 때 해체됐으며 해체 당시에 김남순, 최광희, 구민정, 박미경, 이수정 등이 이 팀의 간판선수로 LG정유 선수들이 국가대표 명단을 거의 차지하던 시절에 자주 국가대표로 뽑히기도 했다. 한편, 한일그룹이 수원한일전산여자고등학교(現 수원전산여자고등학교)의 재단이기도 해서 이 학교 출신의 졸업자들을 대거 스카웃하기도 했다.
흑역사로 1986년 5공 시절 국제그룹 해체 사건 때 국제그룹 인수대상 기업이었던 배구단의 모그룹 한일그룹이 이미 배구단이 있다는 이유로 국제 배구단의 흡수합병을 거부하기도 했다. 또한 1995년에 미등록선수 출전으로 인해 몰수패로 준우승을 거뒀음에도 모든 기록이 말소되는 사태도 있었다.

#### 효성 배구단
애석하게도 이 팀은 1973년 창단 이래 해체되는 순간까지 시종일관 약체였다. 어느 정도였냐 하면 세 번 중 두 번꼴로 리그 꼴찌를 기록했을 정도. 무엇보다도 1992년 초에 있었던 체벌 사건으로 인해 이미지가 좋지 않았다. 1994년에 대농 프랜차이즈를 합병했고, 역시 1998년 IMF로 해체됐다. 지금은 이재영과 이다영의 어머니로 더 유명한 세터 김경희가 이 팀의 선수였다.

#### 한국후지필름 배구단
1977년 전매청 여자배구단을 롯데그룹에서 인수·재창단하여 당시 롯데그룹의 계열사였던 한국후지필름의 이름으로 운영했다. 효성과 마찬가지로 밑바닥을 든든히 지켜줬던(?) 팀.

#### 국제 배구단
국제그룹이 1982년 대한석유공사를 인수하여 1986년 해체까지 4년간 운영했던 팀이다. 상기됐듯, 5공 패악질 사건인 국제그룹 해체 때 인수 기업인 한일그룹이 국제 배구단의 합병을 거부하여 해체됐다. 1985년 국제그룹 사건 때 농심그룹이 국제 배구단 인수에 관심을 보였는데, 만약 농심이 인수했다면 후지필름과 집안 싸움이 일어날 뻔 했을 터. 그리고 국제그룹의 전신이 유공이었으니 선경 배구단과도 플래그가 성립된다.
1998년 외환위기 시절 여기에 언급된 여자배구팀이 모두 해체됐다. 당시 한일합섬에 있던 김남순, 최광희가 담배인삼공사, 구민정이 현대건설로, 박미경이 도로공사로, 그리고 SK케미칼의 강혜미, 장소연은 현대건설로 옮겼다.

## 같이 보기
- V-리그
- 대학배구리그